# Nowa Pinakoteka
Nowa Pinakoteka (niem. Neue Pinakothek) – muzeum sztuki w Monachium, jedno z pierwszych (obok założonego w 1818 roku paryskiego Muzeum Luksemburskiego) muzeum przeznaczone na stałą ekspozycję obrazów współczesnych artystów. Zawiera kolekcję sztuki europejskiej od czasów klasycyzmu do secesji. Jest oddziałem Bawarskich Państwowych Kolekcji Malarstwa (niem. Bayerische Staatsgemäldesammlungen), do których należy m.in. Stara Pinakoteka. Znajduje się tam m.in. obraz Vincenta van Gogha Wazon z dwunastoma słonecznikami.

## Historia

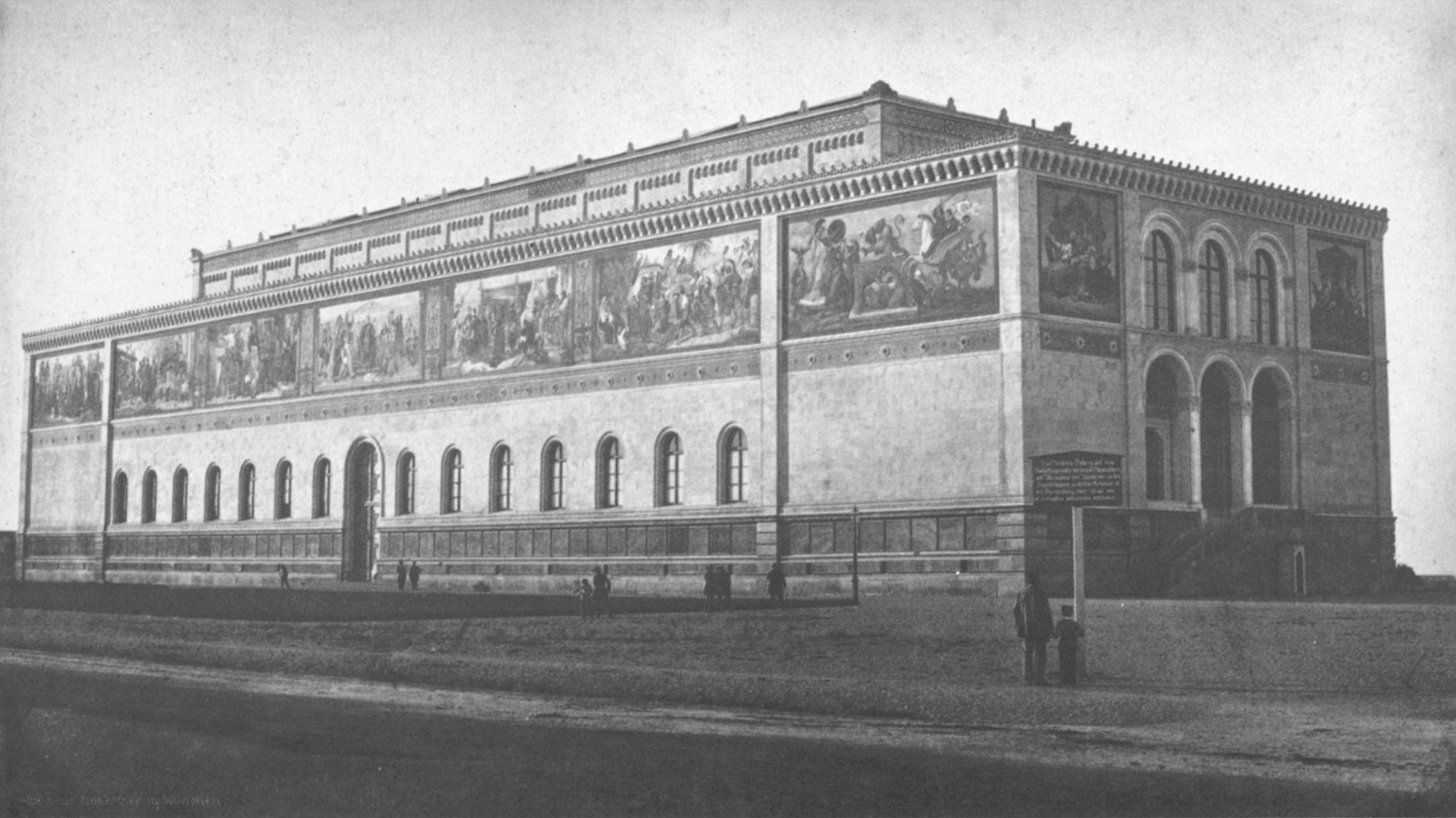
Stary budynek muzeum

Muzeum zostało założone przez króla Ludwika I Wittelsbacha w 1853 roku w celu pomieszczenia jego prywatnej kolekcji dzieł współczesnych artystów gromadzoną od 1809 roku.
Podczas II wojny światowej budynek Nowej Pinakoteki został zniszczony, a jego ruiny zburzono. Wybrane dzieła były tymczasowo prezentowane w innym monachijskim muzeum (Dom Sztuki, niem. Haus der Kunst). 28 marca 1981 roku otwarto nowy budynek muzeum, zaprojektowany przez architekta Alexandra von Branca.